# Pagyris ulla
Pagyris ulla är en fjärilsart som beskrevs av William Chapman Hewitson 1857. Pagyris ulla ingår i släktet Pagyris och familjen praktfjärilar. Inga underarter finns listade i Catalogue of Life.

## Bildgalleri

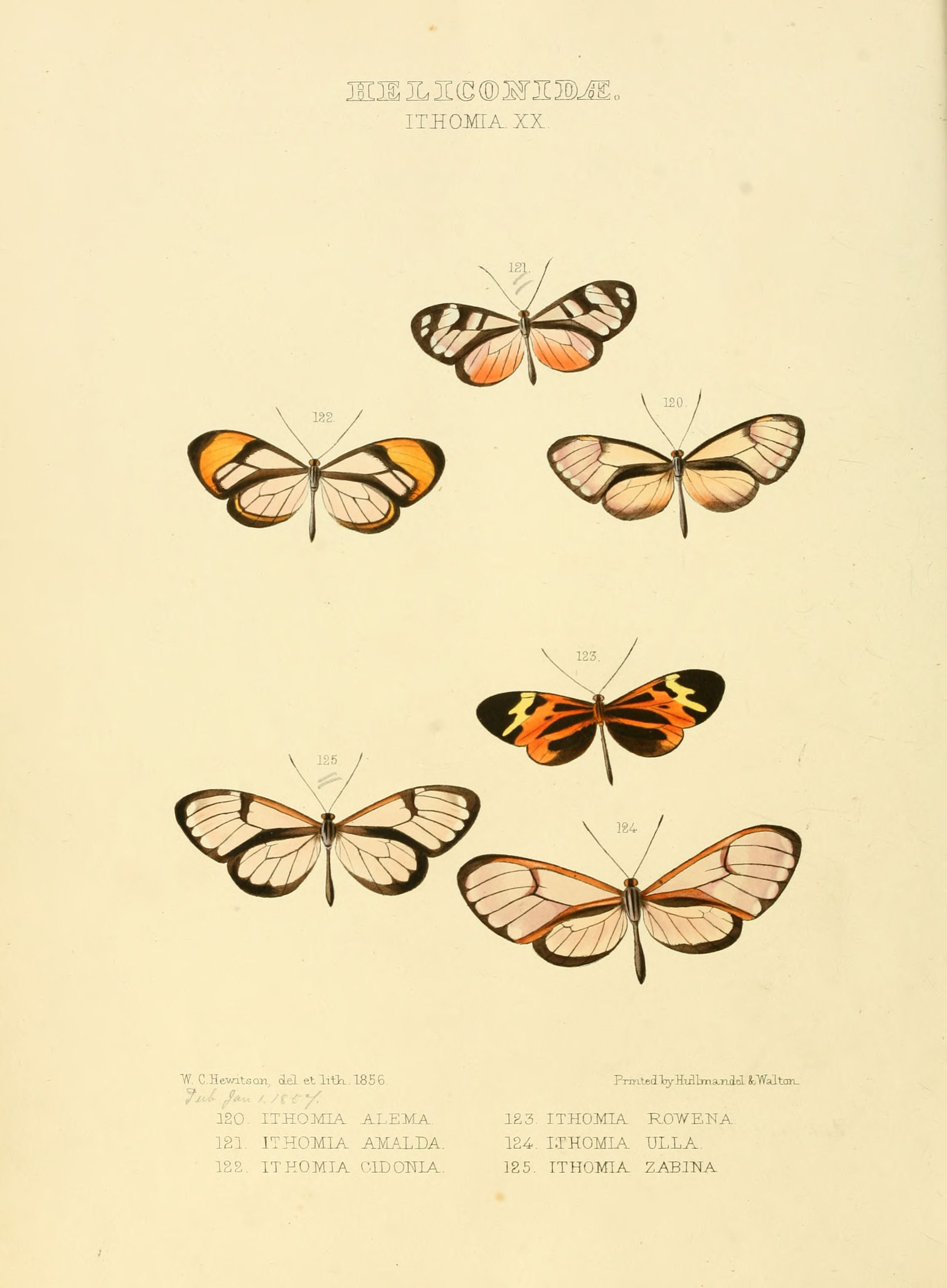